# Хюго (награда)
Вижте пояснителната страница за други значения на Хюго.
Наградата „Хюго“ (на английски: Hugo Award) се връчва всяка година за най-добро произведение в жанровете научна фантастика и фентъзи от предходната година.
Носи името на Хюго Гърнсбек, основателя на списание „Амейзинг Сторис" и един от „бащите на жанра". До 1992 г. официално се е наричала Награда за постижения в научната фантастика (Science Fiction Achievement Award). Статуетката е с форма на изправена ракета.
Победителите се избират от Световното общество за научна фантастика и се връчват на Световната конференция за научна фантастика „Уърлдкон" (Worldcon). За първи път наградата е връчена през 1953 г., на 11-ата конференция и се връчва всяка година от 1955 г. насам. Категориите, в които се връчва наградата, са се променяли през годините. Има повече от дванадесет категории, които включват както литературни, така и драматични творби от различен вид. Хюго е едно от „най-престижните отличия в научната фантастика и фентъзито" и отличените творби се издават в специална поредица, на която се поставя и логото на наградата.

## Награда
Световното общество за научна фантастика (СОНФ) връчва всяка година за най-добро произведение в жанровете научната фантастика и фентъзи от предходната година. Единственото изискване към произведенията е да са написани на английски и да са издадени предходната година. Няма писани правила, според които една творба се класифицира като научна фантастика или фентъзи и това решение е оставено по-скоро на почитателите отколкото на определена комисия. Номинираните и победителите в категориите се избират от членовете на организацията и включилите се в Световната конференция по научна фантастика. Изборът става чрез преференциално гласуване (номинираните се подреждат по реда на предпочитание) като във всяка категория има по пет номинации.
Петте номинации в бюлетините са тези, които са получили най-много номинации от членовете през годината, като няма ограничение в броя номинации, които един член може да прави. От 1953 до 1958 г. само победителя получава отделно признание, но от 1959 г. насам се записват всички кандидати. Първоначалните номинации се правят обикновено в периода между януари и март, а избирането на конкретните пет, които влизат в бюлетините е между април и юли в зависимост от това кога ще се проведе конференцията. Обикновено Уърлдкон се провежда в началото на септември в различни градове в целия свят.
Идеята на конференциите да се дава награда е предложена от Харолд Линч на конференцията през 1953 г. Идеята идва от Наградите на филмовата академия на САЩ, а името „Хюго" е предложено от Робърт Медъл. Самата награда е създадена от Джак Макнайт и Бен Йенсън през 1953 г., въз основа на дизайна на качулатите украшения на колите от 50-те. Представлява ракета на дървена основа. Всяка последваща награда с изключение на тази от 1958 г. е подобна на оригиналната. Трофеят е преправен през 1984 г. и оттогава насам ежегодно се променя само основата.

## История
Първата Световна конференция за научна фантастика е проведена в град Ню Йорк през 1939 г., но награди не се връчват до 11-а конференция, проведена във Филаделфия през 1953 г. (връчени са награди в седем категории). Първоначално се смятало, че това ще е еднократна церемония, но организаторите се надявали, че на следващите конференция те ще бъдат връчени отново. По това време Уърлдкъните се ръководели от съответните комитети като независими събития, без да се прави конкретна връзка между годините. Затова не е имало мандат за бъдещите конференции, нито правила, по които да се състоят. През 1954 г. награди не се връчват, но на следващата се връчени и оттогава това става традиция. Наградата е наречена „Награда за постижения в научната фантастика", но „Хюго" става неофициалното и по-популярно име. „Хюго" е възприето като официална алтернатива през 1958 г., а от 1992 г., става официалното наименование на наградата.
През 1959 г., въпреки че все още няма конкретни правила, са въведения няколко такива, които се спазват и до днес. Част от тях са да има бюлетина съставена по-рано през годината, което съставяне да е отделно от гласуването; определящо става произведението да е било публикувано предходната година и отпада правилото за всяка предишна година; позволява се на гласуващите да изберат да не дават награда, което се случва в две категории през тази година. Правилата за номинациите са развити със забраната да се предлагат произведения номинирани през 1958 г., както и за двете години, в които не са връчвани награди. През 1961 г., след като СОНФ започва да ръководи комитетите се създават и официални правила от всяка комисия, която отговаря за категория и това става едно от ежегодните задължения на комисиите. Правилата включват забрана да се гласува от членове на конференцията, които са номинирани; номинациите са ограничени до членове на конференцията или на конференцията от 1963 г. Определени са категориите, в които ще се връчват награди и които могат да се променят само от управителното тяло на СОНФ. Тези категории са: „Най-добър роман", „Най-добър разказ", „Най-добро сценично представяне, кратка форма", „Най-добро сценично представяне, дълга форма", „Най-добро професионално списание", „Най-добър професионален художник" и „Най-добро непрофесионално списание".
През 1964 г. правилата са променени така, че да позволяват на всяка отделна конференция да се създават до две допълнителни категории. Тези допълнителни награди официално се наричат Хюго, но няма правило, което да задължава да бъдат връчени и на следващите конференции. Впоследствие броя на тези награди е сведен до една; тези награди са връчвани в различни категории, но малко от тях са давани повече от веднъж. През 1967 г. са добавени категориите „Най-добра кратка повест", „Най-добър непрофесионален писател" и „Най-добър непрофесионален художник", а през следващата година е добавена наградата за „Най-добра повест"; тези категории спомагат за определянето на нужния брой думи в отделните категории произведения, което преди е било оставено на почитателите. Кратки повести са отличавани и преди тази година. Наградите за любителите на жанра първоначално са възприети като отделни награди, но впоследствие са включени в редовните награди Хюго. От 1971 г., е забранено равенството и задължително се избира един победител във всяка категория.
През 1973 г. СОНФ премахва категорията „Най-добро професионално списание" и я заменя с „Най-добър редактор", за да отчете „повишаващото се значение на оригиналните антологии". След тази година отново е направена промяна в правилата и вече няма ограничение в категориите, но се предполага, че те ще са сходни всяка следваща година. Въпреки тази промяна не отпадат категории и нови не са добавени, докато през 1977 г., това правило отпада. През 1980 г. е добавена категорията „Най-добро свързано произведение", а през 1984 г. – „Най-добро полупрофесионално списание". През 1990 г. е връчена награда Хюго за най-добро оригинално произведение на изкуството като допълнителна категория, но през следващата година тя е връчена отново, въпреки че официално не е от ежегодните награди. През 1996 г. е дадена последната награда в тази категория и след това не е връчвана. През 2003 г. категорията „Най-добро сценично произведение" е разделена на две – дълга и кратка форма. Това е направено и с категорията „Най-добър професионален редактор" през 2007 г. Последната промяна в категориите е направена през 2009 г., когато е добавена категорията „Най-добър комикс".

### Ретро Хюго
В средата на 90-те са добавени тъй наречените Ретро Хюго награди. Те се връчват 50, 75 или 100 години след Уърлдкон, на който не са били връчени награди, което означава конференциите в периодите 1939 – 41, 1946 – 52 и 1954 г. Те се дават на произведения, които биха били номинирани през тези години по същият начин, както и обикновените награди Хюго. Ретро Хюго са връчвани само три пъти: през 1996, 2001 и 2004 за предходните 50 години; петте следващи конференции съответно през 1997 – 2000 и 2002 решават да не връчват тези награди. Следващата такава възможност е през 2014 г. за 1939 г., с което започва цикъла на 75-годишнините.

## Категории
| Настоящи категории                                                                       | Година, от която се връчват | Описание                                                                               |
| ---------------------------------------------------------------------------------------- | --------------------------- | -------------------------------------------------------------------------------------- |
| Най-добър роман                                                                          | 1953                        | Истории от 40 000 думи или повече                                                      |
| Най-добра повест                                                                         | 1968                        | Истории между 17 500 и 40 000 думи                                                     |
| Най-добра кратка повест                                                                  | 1955                        | Истории между 7500 и 17 500 думи                                                       |
| Най-добър разказ                                                                         | 1955                        | Истории от по-малко от 7500 думи                                                       |
| Най-добро свързано произведение                                                          | 1980                        | Творби, които не са фантастични или не се отличават с фантастичен текст                |
| Най-добър комикс                                                                         | 2009                        | Истории в графична форма                                                               |
| Най-добро сценично представяне, кратка форма Най-добро сценично представяне, дълга форма | 1958                        | Драматизирани произведения, разделени на по-къси и по-дълго от 90 мин.                 |
| Най-добро полупрофесионално списание                                                     | 1984                        | Semi-professional magazines                                                            |
| Най-добро непрофесионално списание                                                       | 1955                        | Непрофесионални списания                                                               |
| Най-добър редактор (кратка и дълга форма)                                                | 1973                        | Редактори на писмени творби, разделени на редактори на романи или списания и антологии |
| Най-добър професионален художник                                                         | 1953                        | Професионални художници                                                                |
| Най-добър непрофесионален художник                                                       | 1967                        | Непрофесионални художници                                                              |
| Най-добър непрофесионален писател                                                        | 1967                        | Непрофесионални писатели                                                               |

| Отпаднали категории                                  | Период на връчване | Описание                                                                            |
| ---------------------------------------------------- | ------------------ | ----------------------------------------------------------------------------------- |
| Най-добро професионално списание                     | 1953 – 1972        | Професионални списания                                                              |
| Най-добра корица                                     | 1953               | Художници на корици на книги и списания                                             |
| Най-добри илюстрации                                 | 1953               | Художници на илюстрациите в книгите                                                 |
| Най-добър автор на документални статии               | 1953               | Автори на документални статии                                                       |
| Най-добър нов научнофантастичен писател или художник | 1953               | Нови писатели и художници                                                           |
| Най-голям почитател                                  | 1953               | Най-голям почитател                                                                 |
| Най-добър автор на очерци                            | 1956               | Автори на очерци в списания                                                         |
| Най-добър рецензент                                  | 1956               | Автори на рецензии                                                                  |
| Най-обещаващ нов автор                               | 1956               | Нови автори                                                                         |
| Изключителен почитател                               | 1958               | Най-голям почитател                                                                 |
| Най-добър нов автор                                  | 1959               | Нов автор                                                                           |
| Най-добър издател на научна фантастика               | 1964 – 1969        | Издатели                                                                            |
| Най-добра поредица                                   | 1966               | Серия творби                                                                        |
| Други форми                                          | 1988               | Печатни фантастични творби, които не са романи, повести, кратки повести или разкази |
| Най-добро оригинално произведение на изкуството      | 1990, 1992 – 1996  | Произведения на изкуството                                                          |
| Най-добър уебсайт                                    | 2002, 2005         | Уебсайт                                                                             |

Специални награди могат да се дават по време на церемонията от комисиите на СОНФ, които не се гласуват. Тези награди не са официално награди Хюго и не се дава същата статуетка (с изключение на един случай). Наградата Джон Кембъл се гласува и връчва на същата церемония, въпреки че официално не е част от наградите Хюго.

## Признание
Наградите Хюго са сред най-ценените отличия в жанра. Редица списания ги определят като „едни от най-високите отличия за научнофантастична и фентъзи творба" (Лос Анджелис таймс) и „основна награда в научната фантастика" (Уайърд). Според Брайън Олдис Хюго е барометър за популярността сред читателите, а Небюла за художествените достойнства на дадено произведение, като прави забележката, че често победителите в категориите да двете награди се припокриват.
Издадени са няколко антологии съдържащи разкази спечелили Хюго. Поредицата „Носители на Хюго", редактирана от Айзък Азимов се издава от 1962 до 1982 г. (общо пет тома). „Новите носители на Хюго" първоначално под редакцията на Азимов, след това на Кони Уилис и накрая на Грегъри Бенфорд се състои от четири тома, съдържащи разказите спечелили в годините между 1983 и 1994 г.